# 平滑小壺蘚
平滑小壺蘚（学名：Tayloria subglabra）为壺蘚科小壺蘚屬下的一个种。

## 扩展阅读
- 維基物種上的相關：平滑小壺蘚